# 289 v. Chr.
Portal Geschichte | Portal Biografien | Aktuelle Ereignisse | Jahreskalender | Tagesartikel

◄ |
4. Jahrhundert v. Chr. |
3. Jahrhundert v. Chr. |
2. Jahrhundert v. Chr. |
►

◄ | 300er v. Chr. | 290er v. Chr. | 280er v. Chr. | 270er v. Chr. |
260er v. Chr. |
►

◄◄ | ◄ | 292 v. Chr. | 291 v. Chr. | 290 v. Chr. | 289 v. Chr. |
288 v. Chr. |
287 v. Chr. |
286 v. Chr. |
► |
►►
Staatsoberhäupter

## Ereignisse
- Nach dem Tod des Agathokles übernimmt Hiketas die Herrschaft in Syrakus. Einige der Mamertiner, Söldner in Diensten des Agathokles, ziehen nach dessen Tod nach Messina, wo sie schnell an Einfluss gewinnen.
- Pyrrhos I. von Epirus besiegt Pantauchos, den Feldherrn des makedonischen Königs Demetrios I. Poliorketes, wobei Pyrrhus 5.000 Gefangene macht. Daraufhin dringt Pyrrhus bis Edessa vor, wird aber anschließend wieder aus Makedonien vertrieben.

## Gestorben
- Agathokles, Tyrann von Syrakus (* 361/360 v. Chr.)